# Región de Vallée du Bandama
Vallée du Bandama fue hasta 2011 una de las diecinueve regiones que componían Costa de Marfil. La capital era Bouaké. Ocupa una superficie de 28.530 km², que para efectos comparativos es similar a la de Albania. Su población era de (2002 estimado) 1.335.500 habitantes. 

## Departamentos
La región estaba dividida en cinco departamentos:
- Béoumi
- Bouaké
- Dabakala
- Katiola
- Sakassou